# Resolució 2402 del Consell de Seguretat de les Nacions Unides
La Resolució 2402 del Consell de Seguretat de les Nacions Unides, presentada per Rússia, fou adoptada per unanimitat el 26 de febrer de 2018. El Consell renova les sancions contra el Iemen, consistents en prohibició de viatjar i congelació d'actius, imposats a la resolució 2140 (2014), i l'embargament d'armes, imposat a la resolució 2216 (2015), contra aquells que amenacen la pau i la seguretat al Iemen, inclòs el difunt ex president iemenita, Ali Abdullah Saleh, fins al 26 de febrer de 2019. També va ampliar fins al 28 de març de 2019 el mandat del Grup d'Experts.
La redacció actual de la resolució va prevaler sobre una altra presentada pel Regne Unit, que va obtenir 11 vots a favor, dos en contra (Bolívia, Federació de Rússia) i 2 abstencions (Xina, Kazakhstan), però que fou vetada per Rússia.
Prèviament s'havia rebutjat una redacció alternativa que manifestava l'incompliment de les sancions per part de l'Iran pel que fa a l'ús de míssils balístics al Iemen.